# Arctophila
Genre
Arctophila est un genre de diptères brachycères de la famille des syrphidés.

## Espèces
- Arctophila bequaerti (Hervé-Bazin, 1913)
- Arctophila bombiforme (Fallén, 1810)
- Arctophila flagrans (Osten-Sacken, 1875)
- Arctophila mussitans (Fabricius, 1776)[1]
- Arctophila superbiens (Müller, 1776)